# Peso ley argentino

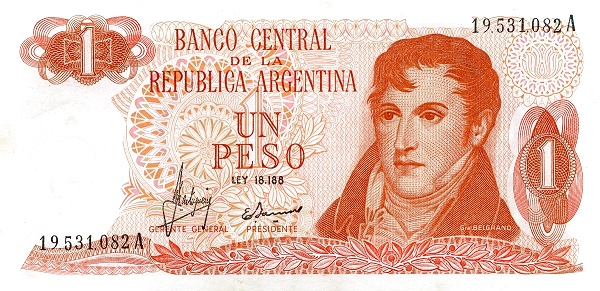
Cédula de Peso Ley, antiga moeda da Argentina

O peso ley 18.188, geralmente conhecido como um peso ou, para o distinguir da anterior - peso moneda nacional, informalmente, como peso ley, era a moeda da Argentina entre 1 de janeiro de 1970 e 5 de Maio de 1983. Ele foi subdividida em 100 cêntimos. Seu símbolo era de $, por vezes, de $L. Seu nome vem de lei 18188 que o instituiu, eficaz, de 5 de abril de 1969. Seu ISO 4217 foi ARL.

## História
O peso ley substituiu o peso moneda nacional a uma taxa de 100 para 1. Foi-se substituída pelo peso argentino , a uma taxa de 10.000 a 1.
A história das várias moedas sucessivas da Argentina chamado de peso é detalhada no artigo sobre o Peso argentino.

## Moedas
Em 1970, as moedas foram introduzidas em denominações de 1, 5, 10, 20 e 50 centavos. Como a inflação corroeu o valor da moeda, maiores denominações foram introduzidas: 1 peso em 1974, 5 e 10 pesos, em 1976, 50 e 100 pesos em 1978.

### Centavo
| Valor | Anverso   | Data do início da emissão | Retirada              | Composição | Diâmetro |
| ----- | --------- | ------------------------- | --------------------- | ---------- | -------- |
| 1     | Liberdade | 1 de Janeiro de 1970      | 31 de Outubro de 1979 | Alumínio   | 16mm     |
| 5     | Liberdade | 18 de Maio de 1970        | 31 de Outubro de 1979 | Alumínio   | 18mm     |
| 10    | Liberdade | 1 de Janeiro de 1970      | 31 de Outubro de 1979 | Bronze     | 17mm     |
| 20    | Liberdade | 18 de Maio de 1970        | 31 de Outubro de 1979 | Bronze     | 19mm     |
| 50    | Liberdade | 1 de Janeiro de 1970      | 31 de Outubro de 1979 | Bronze     | 21mm     |

### Peso
| Valor | Anverso                             | Data do início da emissão | Retirada             | Composição          | Diâmetro |
| ----- | ----------------------------------- | ------------------------- | -------------------- | ------------------- | -------- |
| 1     | Sol                                 | 1 de Outubro de 1974      | 2 de Janeiro de 1984 | Alumínio-Bronze     | 23mm     |
| 5     | Sol                                 | 12 de Abril de 1976       | 2 de Janeiro de 1984 | Alumínio-Bronze     | 24mm     |
| 5     | Guillermo Brown                     | 1977                      | 2 de Janeiro de 1984 | Alumínio-Bronze     | 24mm     |
| 10    | Sol                                 | em 12 de Julho de 1976    | 2 de Janeiro de 1984 | Alumínio-Bronze     | 26mm     |
| 10    | Guillermo Brown                     | 1977                      | 2 de Janeiro de 1984 | Alumínio-Bronze     | 26mm     |
| 50    | Bicentenário de José de San Martín  | 1 de Agosto de 1978       | 2 de Janeiro de 1984 | Alumínio-Bronze     | 27mm     |
| 50    | centenário da A campanha do Deserto | 1979                      | 2 de Janeiro de 1984 | Alumínio-Bronze     | 27mm     |
| 50    | José de San Martín                  | 1979                      | 2 de Janeiro de 1984 | Alumínio-Bronze     | 27mm     |
| 50    | José de San Martín                  | 1980                      | 2 de Janeiro de 1984 | Latão, Aço Folheado | 27mm     |
| 100   | Bicentenário de José de San Martín  | 1 de Agosto de 1978       | 2 de Janeiro de 1984 | Bronze-Alumínio     | 28mm     |
| 100   | centenário da Campanha do Deserto   | 1979                      | 2 de Janeiro de 1984 | Bronze-Alumínio     | 28mm     |
| 100   | José de San Martín                  | 1979                      | 2 de Janeiro de 1984 | Bronze-Alumínio     | 28mm     |
| 100   | José de San Martín                  | 1980                      | 2 de Janeiro de 1984 | Latão, Aço Folheado | 28mm     |

## Papel-moedas
Os papel-moedas foram emitidas nas seguintes denominações:
| 1            | Manuel Belgrano    | Lago Nahuel Huapi                        | De 30 de Janeiro de 1970 | 1 de Abril de 1981  |
| 5            | Manuel Belgrano    | Monumento á bandeira nacional em Rosario | 24 de Novembro de 1971   | 1 de Abril de 1981  |
| 10           | Manuel Belgrano    | Cataratas do Iguaçu                      | 1 de Setembro de 1970    | 1 de Abril de 1981  |
| 50           | José de San Martín | Termas de Reyes (Jujuy)                  | De 15 de março de 1972   | 1 de Abril de 1981  |
| 100          | José de San Martín | Ushuaia                                  | 15 de Fevereiro de 1971  | 1 de Abril de 1981  |
| 500          | José de San Martín | Cerro de la Gloria (Mendoza)             | 30 de Novembro de 1972   | 2 de Abril de 1984  |
| 1000         | José de San Martín | Praça de Maio (Buenos Aires)             | 27 de Novembro de 1973   | 2 de Abril de 1984  |
| 5000         | José de San Martín | Mar del Plata                            | 12 de Dezembro de 1977   | 2 de Abril de 1984  |
| 10,000       | José de San Martín | O Parque Nacional El Palmar              | 25 de Outubro de 1976    | 19 de Julho de 1985 |
| 50,000       | José de San Martín | Banco Central                            | 19 de Fevereiro de 1979  | 19 de Julho de 1985 |
| 100,000      | José de San Martín | Casa da Moeda                            | 1 de Novembro de 1979    | 19 de Julho de 1985 |
| 500,000      | José de San Martín | fundação de Buenos Aires                 | 28 de Julho de 1980      | 19 de Julho de 1985 |
| 1.000.000 de | José de San Martín | Revolução de Maio                        | 25 de Novembro de 1981   | 19 de Julho de 1985 |